# Лончарјев Дол
Лончарјев Дол (словен. Lončarjev Dol) је насељено место у општини Севница, Посавска регија, Словенија .

## Историја
До територијалне реорганизације у Словенији био је у саставу старе општине Севница.

## Становништво
У попису становништва из 2011. године, Лончарјев Дол је имао 220 становника.
| Број становника према пописима | Број становника према пописима | Број становника према пописима |
| ------------------------------ | ------------------------------ | ------------------------------ |
| 1991                           | 2002                           | 2011                           |
| 195                            | 209                            | 220                            |